# Ferhadija džamija u Banjoj Luci
Ferhat-pašina džamija (znana kao Ferhadija džamija), središnja je džamija Banjalučkog muftiluka, te jedan  od najznačajnijih objekta u Banjoj Luci. Predstavlja jedno od najvećih dostignuća islamske arhitekture 16. stoljeća u Bosni i Hercegovini. Jedna je od tri najznačajnije džamije u Bosni i Hercegovini, uz Gazi Husrev-begovu u Sarajevu i Aladžu džamiju u Foči.

## Povijest
Ferhat-pašina džamija je izgrađena 1579. godine u Banjoj Luci, u klasičnom otomanskom stilu. Njezin neimar je nepoznat, ali je poznato da je bio učenik Mimara Sinana. Izgradnju džamije je financirao Ferhat-paša Sokolović. Prema predanjima, 1575. godine Ferhad-paša se borio s barunom Herbertom Auerspergom. Habsburgovci su pretrpjeli poraz, poginuo je i sam barun s još 200 ljudi, a 2.000 vojnika bilo je zarobljeno. Među zarobljenicima je bio i barunov sin Wolf, kojeg je kasnije porodica otkupila za 30.000 dukata, od kojih će Ferhad-paša napraviti Ferhadiju.
Kada je napravljena, u kompleksu Ferhadije su se također nalazila i tri turbeta: Ferhat-paše, njegove unuke Safikadune i njegovih bajraktara, željezna i kamena ograda s česmom u kutu, šadrvan i staro mezarje u vrtu. Kasnije je kompleks dopunjen sa sahat-kulom izgrađenom nedaleko od Ferhadije. Ferhadija džamija razlikovala se po svom prostornom rješenju od uobičajnog i često primijenjivanog arhitektonskog tipa džamija, koje su građene u Bosni i Hercegovinu, od 16. pa do 18. stoljeća, odnosno džamija tzv. istanbulskog stila. Te džamije imaju jednoprostorno rješenje gdje jedna kupola pokriva čitav prostor za molitvu, dok tri manje kupole pokrivaju prostor sofa. Džamija je 18 m široka, 14 m dugačka, a vrh kupole je 18m visok. Munara je 43 m visoka. Ferhadija je uvrštena u kulturnu baštinu Bosne i Hercegovine 1950., a kasnije je bila uvrštena na listi spomenika svjetske baštine pri UNESCO-u (nulta kategorija kulturnog spomenika). Usporedo s radovima na džamiji i okolnim objektima, Ferhad-paša je nastavio s izgradnjom banjalučke čaršije u kojoj je sagradio bezistan, i u neposrednoj blizini džamije medresu. Kao jedan od supotpisnika Ferhad-pašine vakufname, pojavljuje se njegov visoki službenik, Hasan Tefterdar, koji je sagradio za sebe i svoju ženu, džamiju Arnaudiju, udaljenu 500 metara od Ferhadije. Kompleks Ferhadije imao je centralnu ulogu i značaj u životu grada na Vrbasu od 1579. do 1993. godine.
Tijekom rata, džamija je djelomično bila uništena eksplozivom 7. svibnja 1993. godine od srpskih ekstremista potpomaganih od vlasti bh. entiteta Republika Srpska, kao dio sprovođenja politike etničkog čišćenja Bošnjaka. Nakon prvog rušenja, vlasti bh. entiteta Republika Srpska su organizirale potpuno rušenje i čišćenje terena na kojem se nalazio cjelokupni kompleks džamije. Ostaci ruševina su odvezeni na gradski deponij, gdje je tadašnja vlast odvozila povijesno naslijeđe grada. Kratko nakon rušenja Ferhadije srušena je i obližnja sahat-kula. Ferhadija je bila jedna od 16 džamija srušenih u Banjoj Luci tijekom srbijanske agresije koja je trajala u RBiH od 1992. do 1995. Dan rušenja Ferhadije - 7. svibnja - proglašen je za Dan džamija u Bosni i Hercegovini odlukom Rijaseta Rijaseta Islamske zajednice s ciljem da simbolički podsjeća na stradanje, potpuno rušenje ili oštećenje velikog broja džamija, mesdžida i drugih vakufskih objekata tijekom rata u Bosni i Hercegovini od 1992. do 1995. godine.
Banjalučki muftiluk je 2001. dobio urbanističku suglasnost za ponovnu izgradnju džamije. Ipak, pri polaganju kamena temeljca 7. svibnja 2001. došlo je do nereda i prosvjeda od strane srpskih nacionalista. Oko 4.000 prosvjednika je kamenovalo i tuklo 300 Bošnjaka koji su prisustvovali ceremoniji postavljanja kamena temeljca. Mnogi su s ozljedama primljeni u banjolučku bolnicu, a jedan Bošnjak je nakon ozljeda preminuo 26. svibnja 2001. godine. Ceremonija je kasnije obavljena u tajnosti i pod velikim osiguranjem. Rekonstrukcija džamije je i dalje ostala kontroverzna tema u Banjoj Luci zbog njezine istaknute lokacije u gradu, a rekonstrukciju je otežavala problematika njene autentične rekonstrukcije. Preliminarne studije o autentičnoj rekonstrukciji džamije pripremio je Arhitektonski fakultet Sveučilišta u Sarajevu.
Priprema temelja za obnovu Ferhadije dovršena je do kraja 2007., a obnovljena Ferhadija identična je onoj srušenoj 1993. godine. Za obnovu Ferhadije izdvojeno je oko deset milijuna konvertibilnih maraka. 
Obnovljena Ferhat-pašina džamija svečano je otvorena 7. svibnja 2016. godine. Na svečanosti otvaranja obnovljene džamije točno 23 godine nakon što je srušena skupilo se oko 15.000 vjernika, a pristiglo je otprilike 150 autobusa. Cijeli skup osiguravalo je tisućinjak pripadnika MUP-a bh. entiteta Republika Srpska zajedno s drugim sigurnosnim agencijama. Događaj je protekao bez bilo kakvih incidenata, a govorom ga je obilježio i turski predsjednik vlade Ahmet Davutoğlu. Prisustvovali su i vladika banjalučki Jefrem, biskup Franjo Komarica, predsjednik Židovske zajednica u Bosni i Hercegovini Jakob Finci i još mnogi vjerski velikodostojnici.

## Legenda
Trojica najboljih neimara gradila su džamiju Ferhadiju u Banjoj Luci. Po namjeri i želji Ferhad-paše Sokolovića, morala je biti "velika i lijepa, kakve na ovom kraju svijeta nikada nije bilo, niti će biti". Kada je objekt bio sagrađen, neimari čuše da ih Ferhad-paša namjerava pogubiti kako graditeljsku ljepotu više nikada nigdje ne bi sazidali. Čuvši za to, napraviše sebi krila i poletješe s vrha džamije. Sva trojica padoše na tri različite strane Banjaluke, Petar na današnji Petrićevac, Pavle na današnji Pavlovac, a treći, koji slomi rebra, pade na desnu obalu Vrbasa, pa ovaj dio grada nazvaše Rebrovac.

## Vanjske poveznice
- Ferhadija džamija - obnova
- Principi i metodološki postupak za obnovu Ferhat-pašine džamije u Banjoj Luci
- Ferhadija banjalučka ljepotica